# Paul Dunmall

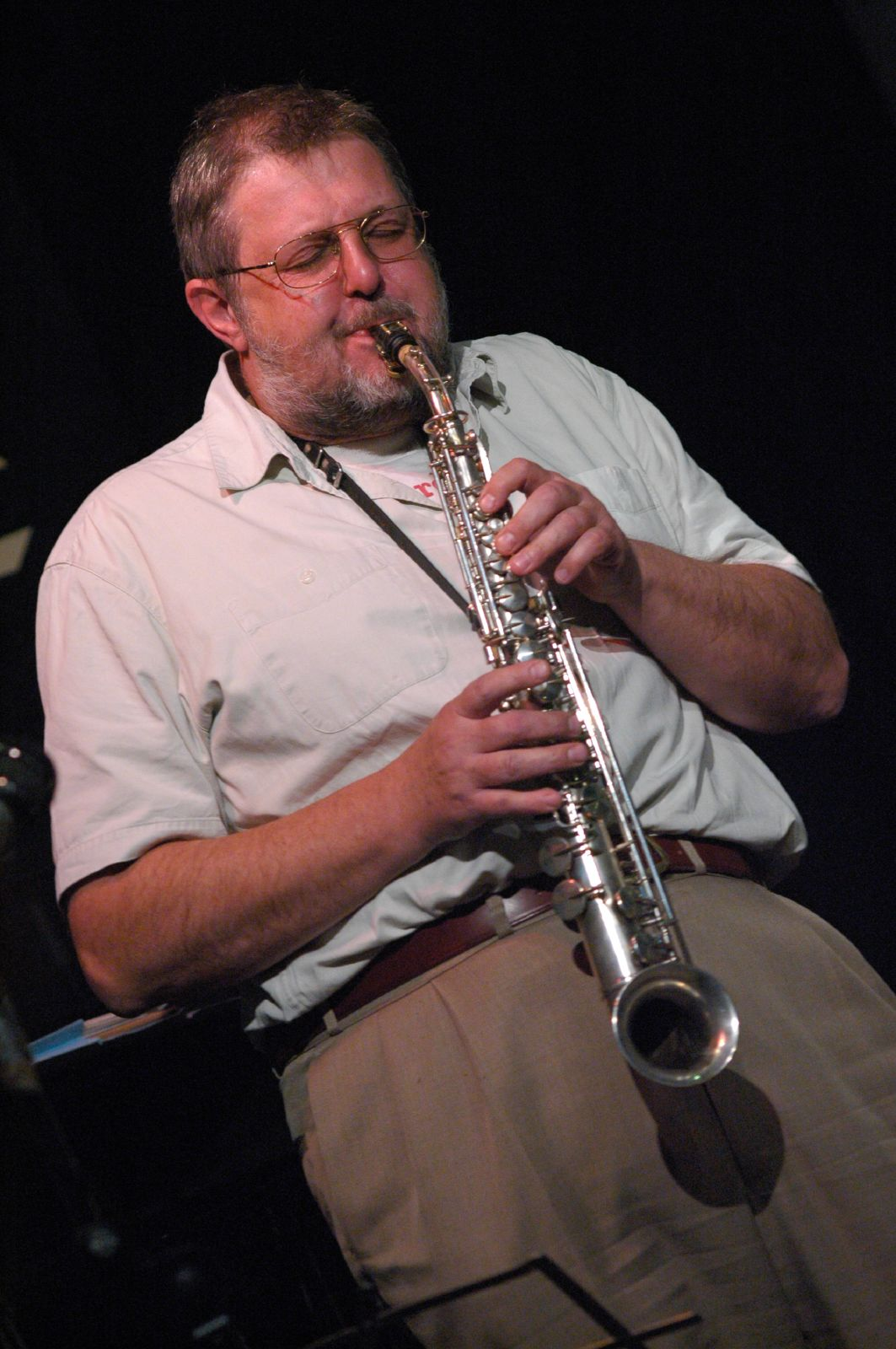
Paul Dunmall 2007

Paul Dunmall (* 6. Mai 1953 in Welling, Kent) ist ein britischer Saxophonist (Sopran-, Bariton- und Tenorsaxophon) und Klarinettist des Free und Avantgarde Jazz.

## Wirken
Paul Dunmall arbeitete zu Beginn seiner Karriere im Folk-Umfeld (u. a. mit Danny Thompson), mit Bebop-Musikern sowie mit Keith Tippetts Band Mujician, später mit zahlreichen Musikern der englischen Freejazz-Szene wie Evan Parker, Elton Dean, Paul Rutherford. 1979 gründete er mit Tim Richards Spirit Level. Seit den 1980er Jahren nahm er eine Reihe von Alben, zunächst für das unabhängige Duns Limited Edition Label, später für auch für Slam, Cadence und HatHut Records auf. Bei seinen Alben wirkten als Sidemen der Gitarrist John Adams, der Bassist Paul Rogers, die Schlagzeuger Tony Levin und Mark Sanders mit.
In erweiterter Besetzung mit Gastmusikern wie Paul Rutherford, Hilary Jeffries, Gethin Liddington, Elton Dean, Evan Parker, Keith Tippett entstand 1999 das beachtliche Werk The Great Divide. Außerdem war Dunmall an Plattenaufnahmen von Elton Dean, Peter Fairclough, Matthew Bourne, dem London Jazz Composers´ Orchestra (Zurich Concerts, 1987/88) sowie der Formation „Spirit Level“ beteiligt.
Außer seinen Hauptinstrumenten, den Saxophonen und der Klarinette, spielt Dunmall Saxello und Dudelsack.
Gemeinsam mit Jim Dvorak (tp), Mark Sanders (dr) und Chris Mapp (b) entstand 2014 das Album Cherry Pickin’.

## Diskographische Hinweise

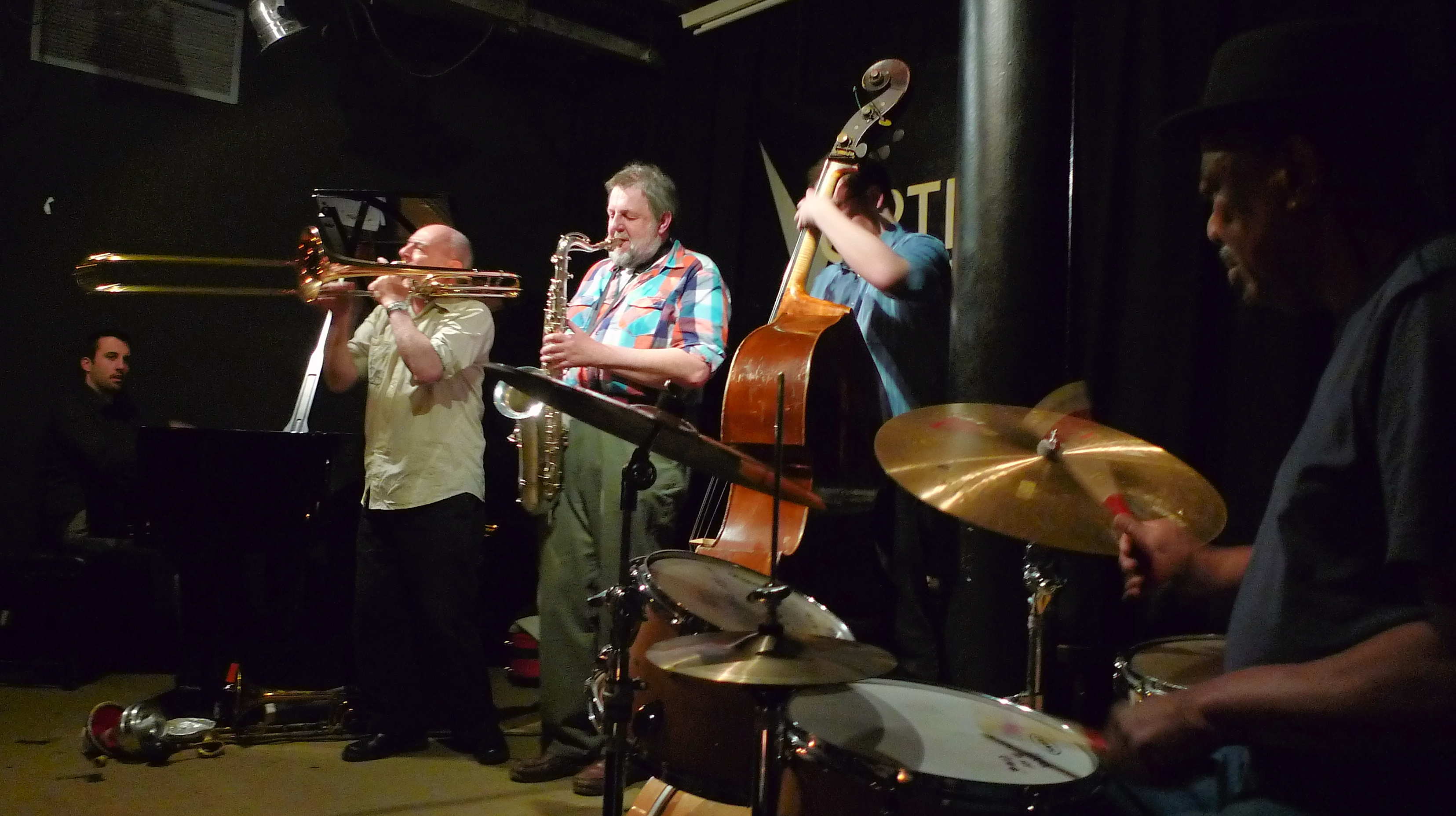
Paul Dunmall mit dem Louis Moholo Quintett (mit Alan Tomlinson (Posaune), Alexander Hawkins (Piano, nicht im Bild) und Olie Brice (Bass))

### Alben als Leader/Co-Leader
- Soliloquy (Matchless, 1986) solo
- Quartet and Sextet / Babu (Slam, 1993)
- Ghostly Thoughs (hatology, 1996) mit John Adams, Mark Saunders
- Desire and Liberation (Slam, 1996) mit Annie Whitehead
- Bebop Starbust (Cuneiform, 1997)
- Totally Fried Up (Slam, 1998)
- The Great Divide (Cuneiform, 1999)
- Hour Glass (Emanem, 2002)
- Awareness Response (Emanem, 2003)
- Paul Dunmall / Fred Van Hove / Paul Rogers / Paul Lytton: Asynchronous (Slam, 2009)
- Paul Dunmall / Chris Corsano – Identical Sunsets (ESP-Disk, 2010)
- Paul Dunmall, Matthew Shipp, Joe Morris, Gerald Cleaver: The Bright Awakening (Rogue Art, 2020)  |
- Paul Dunmall & Mark Sanders: Unity (2021)
- Paul Dunmall Quintet: Yes Tomorrow (Discus Music, 2022)
- Paul Dunmall, Paul Rogers, Tony Orrell: That’s My Life (577 Records, 2023)
- Paul Dunmall / Olie Brice: The Laughing Stone (2023)
- Paul Dunmall, Percy Pursglove, Olie Brice, Jeff Williams: Palindromes (West Hill, 2023)
- Paul Dunmall / Tobias Delius / Olie Brice / Mark Sanders: No Better Than The Butcher Bird (Fundacja Słuchaj, 2024)

### Alben als Sideman
- Johnny Guitar Watson: Ain’t That a Bitch (DJM, 1976)
- Elton Dean: Unlimited Saxophone Company (Ogun, 1989)
- Peter Fairclough: Shepherd Wheel (ASC, 1995)
- London Jazz Composers´ Orchestra: Zurich Concerts (Intakt, 1987/88)
- Evan Parker: Birmingham Concert (Rare Music, 1993)
- Spirit Level: Great Spirit:Best of Spirit Level (33 records, 1979–99)